# 상륙수송선거함

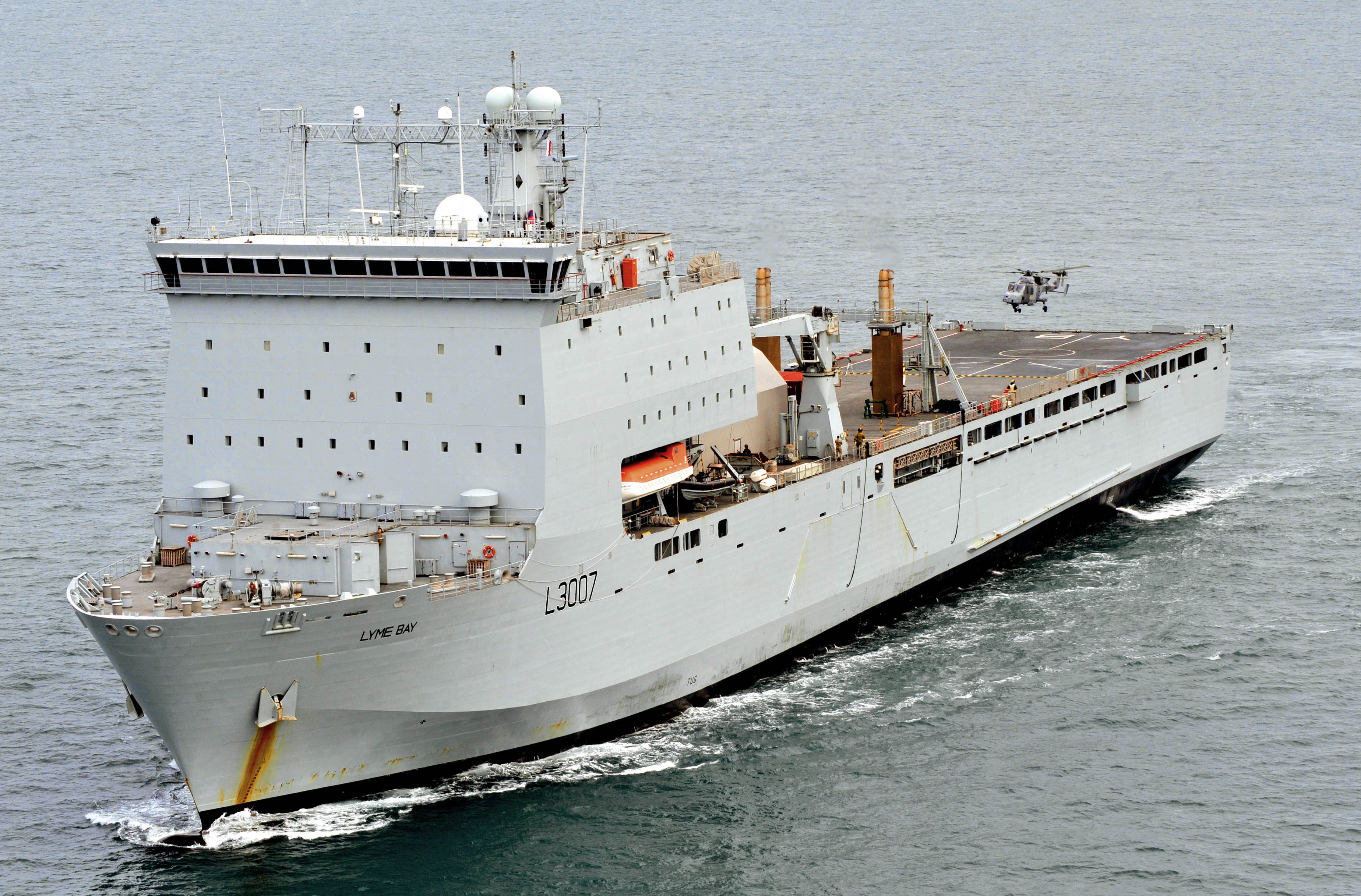
갈리시아급 상륙함 와 같은 구조의 베이급 상륙함.

상륙수송선거함(Amphibious Transport Dock, Landing Platform Dock (LPD), 上陸輸送船渠艦)은 헬기와 상륙주정을 통해 상륙작전을 할 수 있는 상륙함이다. 보통 LPD 상륙함이라고 부른다.

## 역사
LSD의 후속버전이다. LSD와 LPD 모두 헬기용 비행갑판이 있다. 그러나 LPD에는 보관과 수리를 위한 행거가 있다. 미국은 모든 LSD를 LPD로 교체할 계획이다.

## 각국의 LPD
- 샌 안토니오급 상륙함,  미국, 배수량 25,000톤, 11척, 척당 2.2조원
- 알비온급 상륙함,  영국, 배수량 20,000톤, 2척
- 갈리시아급 상륙함,  스페인, 배수량 13,815톤, 2척
- 071형 수송함,  중국, 배수량 25,000톤, 4척
- 산 조르지오급 강습상륙함,  이탈리아, 배수량 7,650톤, 3척
- 마카사르급 상륙함,  인도네시아, 배수량 12,400톤, 1212척

## 같이 보기
- 상륙함